# Liste von Tibet-Organisationen
Liste von Tibet-Organisationen (chronologisch)
- 1958 Chushi Gangdruk
- 1959 Office of Tibet, Seiten der tibetischen Exilregierung in verschiedenen Städten und Ländern[1]
- 1959 Tibetan Women’s Association (TWA)
- 1960 Tibetan Children’s Villages (TCV) (Nursery for Tibetan Refugee Children)
- 1970 Tibetan Youth Congress (TYC), rangzen
- 1970 Verein Tibeter Jugend in Europa
- 1973 Tibeter Gemeinschaft in der Schweiz & Liechtenstein (TGSL)
- 1977 U.S. Tibet Committee (USTC)
- 1979 Verein der Tibeter in Deutschland
- 1980 Snow Lion Publications
- 1983 Gesellschaft Schweizerisch-Tibetische Freundschaft (GSTF)
- 1984 Bay Area Friends of Tibet (BAFoT)
- 1987 Canada Tibet Committee (CTC)
- 1987 Free Tibet Campaign
- 1988 International Campaign for Tibet
- 1989 Israeli Friends of the Tibetan People (IFTIP)
- 1989 Tibet Initiative Deutschland
- 1989 Tibet Justice Center, internationales Komitee von Anwälten für Tibet
- 1990 Tibetan Liberation Theatre
- 1991 Gu-Chu-Sum, tibetische Organisation ehemaliger politischer Häftlinge
- 1992 Committee Of 100 for Tibet
- 1994 Milarepa Fund
- 1994 Students for a Free Tibet, rangzen
- 1994 Tibet Education Network (TEN)
- 1995 International Tibet Independence Movement (ITIM), rangzen
- 1995 Tibet-Gesprächskreis
- 1996 Tibet Online
- 1996 Tibet Times, Zeitung in tibetischer Sprache
- 1996 Tibetan Centre for Human Rights and Democracy (TCHRD)
- 1996 Tibetan Teachings Preservation Project, Teil des Nitartha Institute
- 2000 International Tibet Support Network (ITSN)
- 2000 Tibetan Association of Northern California (TANC)
- 2001 Tibetan Photo Project
- 2003 Music Tibet
- 2004 phayul.com, online-Portal
- 2005 Tibetwrites, Organisation tibetischer Schriftsteller
- 2006 Voice of Tibet, Radiosender
- 2008 Independent Tibet Network, tibettruth.com, Teil einer electronic community

Weitere (alphabetisch)
- Australia Tibet Council (ATC)
- FRANCE-TIBET
- Los Angeles Friends of Tibet
- Tibetan National Football Association, Tibetische Fußballauswahl
- Tibetan Nuns Project (TNP)
- Tibetan Sponsorship Project (Tibet Aid)
- Worldbridges Tibet
- World Artists for Tibet